# توم براندون
توم براندون (بالإنجليزية: Thomas Brandon)‏ هو مدرب كرة قدم ولاعب كرة قدم بريطاني (وحمل سابقاً جنسية المملكة المتحدة لبريطانيا العظمى وأيرلندا) في مركزي الدفاع والظهير، ولد في 26 فبراير 1869 في المملكة المتحدة، وتوفي في 1921. شارك مع منتخب اسكتلندا لكرة القدم. أما مع النوادي، فقد لعب مع بلاكبيرن روفرز وشيفيلد وينزداي ونادي سانت ميرين وJohnstone F.C. ‏ ونادي نيلسون وPort Glasgow Athletic F.C. ‏.

## وصلات خارجية
- توم براندون على موقع قاعدة بيانات كرة القدم.إي يو (الإنجليزية)